# Copaifera jacquinii
Copaifera jacquinii är en ärtväxtart som beskrevs av René Louiche Desfontaines. Copaifera jacquinii ingår i släktet Copaifera, och familjen ärtväxter. Inga underarter finns listade i Catalogue of Life.